# Super Brand Mall

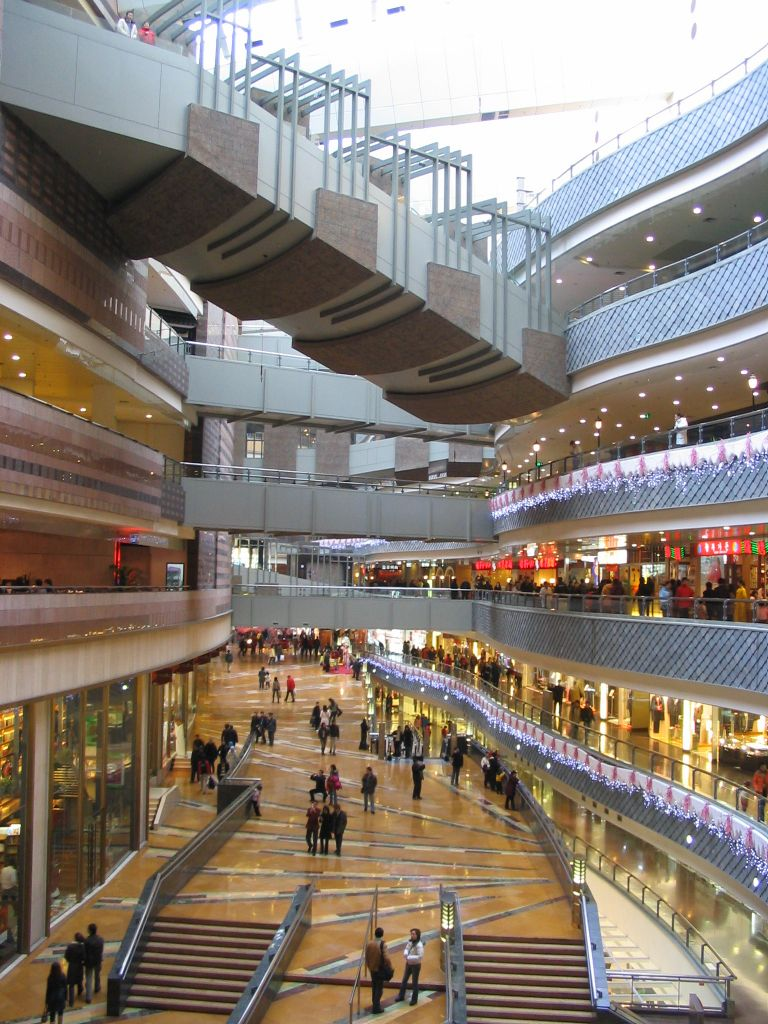
Atrium du Super Brand Mall

Super Brand Mall (chinois simplifié : 正大广场 ; chinois traditionnel : 正大廣場 ; pinyin : Zhèngdà guǎngchǎng) est un centre commercial situé dans la zone financière et commerciale de Lujiazui à Pudong, Shanghai, en Chine. L'investisseur est le conglomérat thaïlandais Charoen Pokphand qui a investi 450 millions de dollars américains à travers sa filiale 上海帝泰发展有限公司.

## Historique
Le centre commercial a ouvert le 18 octobre 2002. La superficie totale est de près de 250 000 m2 avec dix étages au-dessus du sol et trois étages souterrains. C'est l'un des plus grands projets d'investissement du groupe Charoen Pokphand en Chine. Ce projet a obtenu la certification de qualité ISO 9001 en 2004 . En 2013, le flux annuel de visiteurs du Super brand Mall a dépassé les 24,5 millions .
Le design de Super Brand Mall a été réalisé par des architectes américains.
C'est un centre commercial et de divertissement. Il compte un grand nombre de consommateurs familiaux fidèles.
Il a remporté les prix suivants :
- Chinese Commercial Brand Enterprise en 2005 et 2006 ;

- prix du progrès du meilleur centre commercial en Chine ;

- prix annuel du propriétaire du centre commercial chinois de la China Shopping Alliance 2011 ;

- prix des dix meilleurs sites commerciaux de Shanghai en 2013 et 2014.

## Transports publics
- Métro: gare de Lujiazui sur la ligne 2
- Bus terrestre 81, 82, 85, 314, 583, 774, 795, 798, 799, 870, 961, 971, 985, 992, 993, 996, Lujiazui Tourist Circle, Lujiazui Financial City No.1, Cailu Special Line